# رفته (ترانه رزی)
«رفته» (انگلیسی: Gone) ترانه‌ای از خواننده کره‌ای-نیوزیلندی رزی از گروه بلک‌پینک، برای نخستین آلبوم تک‌آهنگ او، آر است که در ۱۲ مارس ۲۰۲۱ توسط وای‌جی انترتینمنت منتشر شد. ترانه‌سرایی آن بر عهده جی. لورین، تدی پارک، رزی و برایان لی است و توسط لی و ۲۴ تولید شده‌است. «رفته» یک ترانه سافت راک، آلترناتیو راک و ایندی راک بالاد عاشقانه دربارهٔ زاری برای عشق گذشته و تنهایی آینده است. این ترانه به عنوان دومین تک‌آهنگ آر در ۴ آوریل ۲۰۲۱ به همراه موزیک ویدئو منتشر شد.

## تاریخچه انتشار
| منطقه | تاریخ        | فرمت                  | ناشر            | منابع |
| ----- | ------------ | --------------------- | --------------- | ----- |
| مختلف | ۱۲ مارس ۲۰۲۱ | دانلود دیجیتال استریم | وای‌جی اینترسکوپ | [ ۳ ] |